# نویس (جزیره)
نویس (جزیره) (به لاتین: Nevis) یک جزیره در دریای کارائیب است. این جزیره به همراه جزیره سنت کیتس، کشور سنت کیتس و نویس را می‌سازند.